# 飞鼠 (妖怪)
飞鼠，是中国传说的异兽，记载于《北次三经》，样子像兔子但头像老鼠，可以用自己的背来飞。可能是大飞鼠、鹖鼠之类的龉鼠科动物,不然的话,就是蝙蝠类。生活在天池山中，《山海经补注》中说,这类飞鼠在云南姚安蒙化也有,飞鼠的肉可以食用,还能治疗难产。

## 原文
有兽焉,其状如免而鼠苞以其背飞其名曰飞鼠

## 参看
- 中国妖怪列表